# Alfons Poller

Alphons Poller, Fotografie von Rudolf Koppitz

Alfons Poller, auch Alphons Poller, bis 1911 Alfons Pollak (* 31. August 1879 in Klein Schwadowitz im Landkreis Trautenau; † 3. September 1930 in Wien), war ein österreichischer Mediziner.

## Leben
Geboren als Sohn eines österreichischen Militärkapellmeisters besuchte er 1893 bis 1897 die Infanterie-Kadettenschule in Triest. Um seinen künstlerischen und wissenschaftlichen Neigungen nachgehen zu können, nahm er 1898 aus gesundheitlichen Gründen als Leutnant seinen Abschied.
Zunächst studierte er Philologie und Philosophie, malte und übte sich als Bildhauer. Noch als Student, entwickelte er als Assistent mit Guido Holzknecht im Röntgeninstitut in Wien das erste brauchbare Radiometer. Ab 1908 studierte er in Wien Medizin und promovierte 1914 zum Dr. der Medizin. 1914 heiratete er in Wien Eugenia Brown (14. August 1879 bis 21. August 1962).
Bereits als Student und später nach der Promotion beschäftigte er sich mit der Herstellung von Moulagen und wurde 1915 vom preußischen Kriegsministerium als Vorstand des Moulagenlaboratoriums der Kaiser Wilhelm-Akademie für das militärärztliche Bildungswesen nach Berlin berufen. 1918 sollte sein Wunsch in Erfüllung gehen, an der Wiener Universität wurde ein Institut für darstellende Medizin geschaffen und er erhielt einen Lehrauftrag als dessen Leiter, von 1919 bis 1923 war er dessen Vorstand und Moulagenpräparator. Infolge der prekären Nachkriegsverhältnisse fiel dieses Projekt, sehr enttäuschend für Poller, den drückenden Abbaubestimmungen in Österreich zum Opfer.

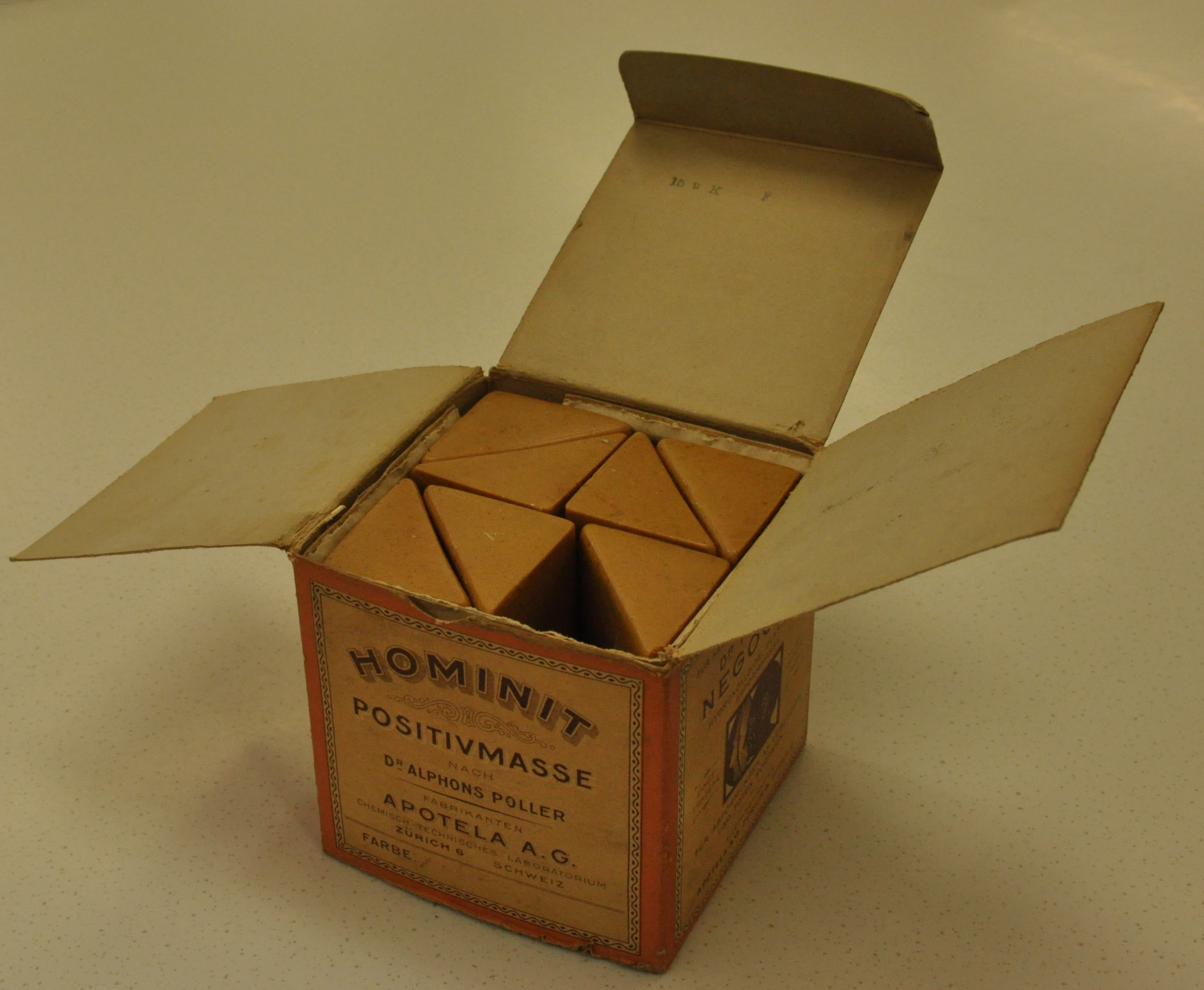
Dr. Poller's Hominit-Positivmasse

In Aachen und Königsberg gründete er Ateliers, die nach seiner Methode arbeiteten. 1924 wurde ihm ein eigenes Laboratorium im Polizeigefangenenhaus in Wien für die Dienstbarmachung seiner Erfindung zu kriminalistischen Zwecken eingerichtet. Seit 1926 war er Konsulent der Abformabteilung des Erkennungsamtes der Wiener Polizeidirektion. 1928 wurde er wissenschaftlicher Vertreter und Verwaltungsrat der Apotela AG in Zürich. Die von ihm erfundene Abform-Methode wurde weltweit von den Polizeibehörden in ihren Erkennungsdienst aufgenommen. Durch eine tückische Krankheit geplagt, die ihn in den letzten Monaten seines Lebens mit entsetzlichen Qualen ans Bett fesselte, entschied er sich 1930 für den Freitod. Sein Grab befindet sich auf dem Friedhof Neustift in Wien. Die Veröffentlichung seines Buches zu erleben war ihm nicht mehr vergönnt; das vorbereitete Buch Das Pollersche Verfahren zum Abformen an lebenden und Toten sowie an Gegenständen erschien postum 1931, herausgegeben von E. Fetscher und seiner Frau E.B. Poller.